# Letiště Kroměříž

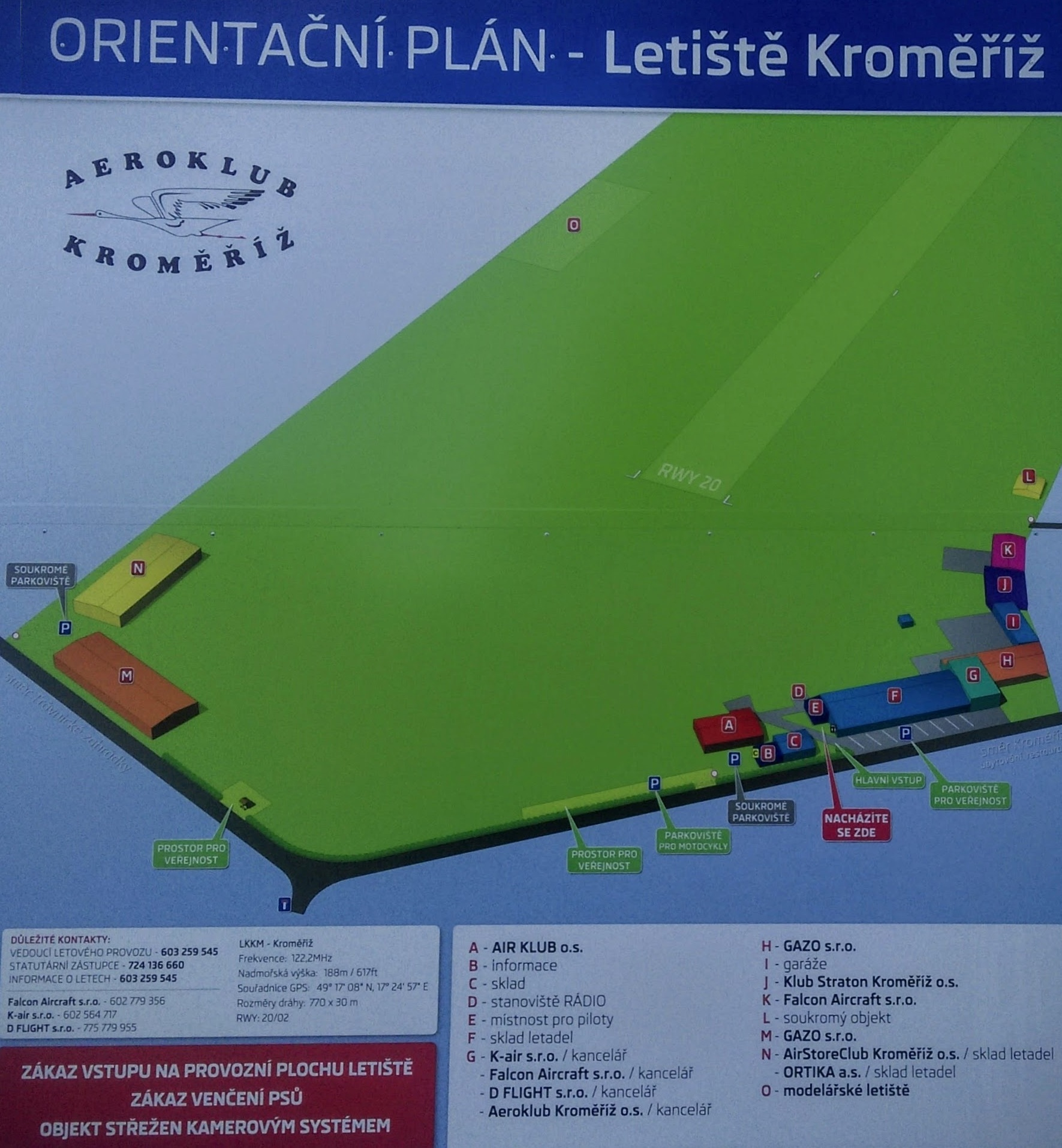
Orientační plán - Letiště Kroměříž

Letiště Kroměříž je soukromé letiště nacházející se v katastru Kroměříže JV od centra. Přístup k letiště je po komunikaci od nákupní zóny s obchodním domem Kaufland kolem železniční zastávky Kroměříž-Oskol na trati Kroměříž-Zborovice. Jihovýchodní stranu letiště obtéká říčka Kotojedka. Letiště vzniklo z bývalého vojenského cvičiště 3. pěšího pluku. Plocha letiště je v majetku města Kroměříž. V areálu letiště se nachází i sídlo provozovatele Aeroklubu Kroměříž. Na letišti působí i Leteckomodelářský klub a Paraodbor Aeroklubu Kroměříž.

## Historie
Již 2. července 1911 se zde za účasti 15 000 platících diváků konal start a po třináctiminutovém letu i úspěšné přistání průkopníka české aviatiky Jana Kašpara. Dne 3. srpna 1924 zde přistál generální inspektor Československé armády Josef Svatopluk Machar s vojenským dvouplošníkem, aby provedl slavnostní přehlídku vojska, příslušníků československých legií a Sokola. Oficiální počátek létání v Kroměříži se datuje vznikem místní skupiny Masarykovy letecké ligy dne 16. října 1934. Předsedou byl zvolen posádkový velitel brigádní generál František Hněvkovský (na konci školního roku 1933/34 převelen z pozice velitele Vojenské akademie v Hranicích). Prvním místopředsedou byl okresní hejtman, vládní rada Karel Kachyňa (otec filmového režiséra Karla Kachyni) a druhým starosta města Josef Jedlička.
Dne 16. května 2003 byla na letišti odhalena pamětní deska připomínající „položení základního kamene stavby mezinárodního letiště třídy 1.A dne 5. 5. 1946“ Alexejem Čepičkou (v letech 1945–1946 byl předsedou MNV Kroměříž) a generálem Vilémem Stanovským. V roce 1947 oznámil ministr národní obrany Ludvík Svoboda kroměřížskému MNV škrt finančních prostředků ke stavbě. V roce 1948 se za obrovského zájmu veřejnosti konala v Kroměříži výstava „100 let českého národního života v Kroměříži“, pořádaná v rámci oslav výročí zasedání říšského sněmu. Letiště pomáhalo přetížené autobusové a vlakové dopravě se zvýšenou přepravou návštěvníku dvoumotorovými letadly Aero C-103 ( Siebel 204 D).

## Současnost
U vstupu na letiště se nacházejí dvě pamětní desky připomínající letecké nehody související s kroměřížským letištěm. Recesní pamětní deska odkazující na údajné přistání hadraplánu Járy Cimrmana na místním letišti se nachází na budově mezi letištěm a biocentrem Hráza (Hrubý rybník u Kroměříže, jako bývalé štěrkoviště často nazývaný také Bagrák).
Kolem letiště je vedena  modrá turistická trasa KČT, která vede z Chropyně kolem vodní elektrárny Strž na kroměřížské nádraží. Z nádraží k odpočívce na letišti jsou to dva kilometry. Z letiště pokračuje turistická trasa přes místní část Trávník kolem přírodní památky Bašnov do Kvasic. Dále pokračuje chřibskými lesy kolem přírodní památky Budačina do Jankovic, přes Králův stůl na Modrou a Velehrad a končí na Bunči, hojně navštěvovaném turistickém místě pod Brdem.